# Cirillo Dell’Antonio
Cirillo dell’Antonio, zwany także Cyrillo i Dell’Antonio (ur. 27 października 1876 w Moena, w prowincji Trydent, zm. 7 czerwca 1971 w Trewirze, w kraju związkowym Nadrenia-Palatynat) – niemiecko-włoski rzeźbiarz, twórca m.in. medalionów i plakatów o treści religijnej.
Od 1903 r. był nauczycielem w Holzschnitschule (Szkoła Snycerstwa) w Cieplicach, a od 1922 r. jej dyrektorem. W latach, gdy był dyrektorem szkoły, nauczycielami byli tam również prof. Günther Grundmann oraz Otto Zirnbauer. 

## Dzieła (wybór)
- Pomnik ofiar wojny na zamku Chojnik, zbudowany przez hrabiego Schaffgotscha, aby uczcić służbę, która zginęła podczas I wojny światowej.
- Płaskorzeźby na ambonie w kościele Marii Panny w Legnicy, 1906 r.
- Popiersie Moritza Ferdinanda von Bissing gubernatora generalnego okupowanej przez Niemcy Belgii podczas I wojny światowej, wykonane z drewna dębowego.
- Statua Serca Pana Jezusa w bocznym ołtarzu kościoła pod wezwaniem Nawiedzenia Najświętszej Maryi Panny w Karpaczu.
- Matka Boska Bolesna z 1910 r., wykonana z drewna lipowego (Muzeum Narodowe we Wrocławiu).
- Popiersie Wilhelma Bölschego (Muzeum Narodowe we Wrocławiu).
- 13 płaskorzeźb przedstawiających epizody z dziejów Jeleniej Góry w sali rajców miejskiego ratusza. Praca uczniów szkoły pod opieką nauczycieli (Cirillo dell’Antonio i Ernsta Rülke), lata 1935-1944.
- Tablica epitafijna do kaplicy pałacowej (alegoria kawalerzysty) na pamiątkę poległego w trakcie agresji Niemiec na Polskę, 22 września 1939 r., młodego Fritza Schaffgotscha, na zlecenie hrabiego Schaffgotscha, na przełomie 1939/1940 r.
- Popiersie założyciela i pierwszego kierownika muzeum w Jeleniej Górze Hugo Seydla (Muzeum Karkonoskie w Jeleniej Górze).
- Popiersie starszej kobiety (Muzeum Karkonoskie w Jeleniej Górze).
- Plakietka odlana z brązu, przedstawiająca Oswalda Baera, architekta i członka Towarzystwa Karkonoskiego (Muzeum Karkonoskie w Jeleniej Górze).
- Rzeźba Chrystusa ukrzyżowanego w ołtarzu kościoła w Kościelnikach Średnich (Mittel Steinkirch).